# Nátisk
Nátisk je různým způsobem zhotovený tisk sloužící pro průběžnou kontrolu zpracovávané tiskové zakázky. Účelem nátisku je odhalit případné chyby ve vyřazení, obsahu a především vybarvení zakázky před zhotovením tiskové formy a vlastním tiskem.
V případě nátisku (hard proof) máme hned několik možností, jak kontrolní otisk zhotovit. Každá varianta má své výhody a nevýhody.

## Digitální nátisk
Digitální nátisk je možné provádět na různých digitálních zařízeních například na principu Ink Jet, termosublimace či elektrografie. Například velkoformátové Ink Jet plottery se často používají pro nátisky celých tiskových archů za účelem kontroly vyřazení. To je důležité především v provozech využívajících technologie computer to plate, kde není možné zkontrolovat vyřazení na klasické archové montáži a kontrola zmenšeného obrazu montáže na monitoru není ideální, mnohé lze totiž přehlédnout.
Pro kontrolu vybarvení jsou pak vhodnější například termosublimační nátisková zařízení, která dnes umožňují dosahovat velmi slušné podobnosti s produkčními výtisky. Je však nutné používat kvalitní, perfektně kalibrovaná zařízení a profesionální software.
Digitální nátisk je dnes velmi používaný, zvlášť proto, že v mnohých případech v podstatě ani není jiná možnost. Klasické nátiskové stroje už k vidění moc nejsou a moderní technologie nevyžadují zhotovení kopírovacích podkladů, takže ani fotochemický nátisk (viz dále) použít nelze.
Je však třeba si uvědomit, že digitální nátisková zařízení nepoužívají běžnou tiskovou barvu, často neumožňují použití produkčního potiskovaného materiálu (ačkoli jsou dnes nabízeny velmi zajímavé možnosti simulace) a i samotný tiskový bod je u digitálního tisku tvořen jinak než u analogového přenosu v běžném tiskovém stroji. Proto digitální nátisk nebývá barevně zcela věrný a neinformovaný zákazník pak může být při porovnání s hotovým výtiskem nemile překvapen.

## Fotochemický nátisk
Fotochemický nátisk (reprezentovaný především zařízeními Cromalin a Eurosprint) již vyžadoval použití produkčních kopírovacích podkladů. To samo o sobě zaručovalo stejný charakter tiskových bodů, protože stejné kopírovací podklady pak byly použity pro zhotovení tiskové formy. Nicméně samotný proces nátisku se od produkčního tisku výrazně lišil. Základem fotochemických nátisků byla speciální podložka, která se laminovala světlocitlivou lepivou fólií. Na fólii byl přenesen obraz diapozitivu v kopírovacím zařízení, přičemž osvětlená místa fólie (vše mimo budoucí obraz) lepivost ztrácela. Na lepivý obraz byl pak nanesen buď práškový toner (Cromalin), nebo barva ze speciální zabarvovaní fólie (Eurosprint). Celý proces laminace, kopírování a zabarvování se musel čtyřikrát opakovat, každá barva se totiž nanášela zvlášť.
Ani tato technologie nátisku logicky nemohla být zcela věrná budoucímu tisku. Nepoužívala se tisková barva ani produkční potiskovaný materiál (existovaly však opět různé varianty napodobení povrchu potiskovaného materiálu), nicméně fotochemický nátisk byl mezi zákazníky oblíben pro svou výraznou barevnost a hezký vzhled. Dnes tato varianta nátisku ztrácí opodstatnění s rozvojem technologií computer to plate.

### Nátisk na nátiskovém stroji
Nátisk na nátiskovém stroji vyžaduje v první řadě vlastnictví nátiskového stroje. Jedná se o zjednodušenou tiskovou jednotku s ručním nakládáním a vykládáním. Na takovémto zařízení je možné vytisknout jen několik otisků s minimálními náklady na přípravu stroje. Výsledek je pak velmi věrný produkčnímu tisku, protože je pro nátisk použita produkční tisková forma, barvy i potiskovaný materiál a především stejný princip tisku. I zde se však může projevit jistá odchylka ve vybarvení, ovlivněná nižší rychlostí tisku a jiným způsobem sušení barvy.
Nátisk na nátiskovém stroji se dnes obvykle provádí již jen v hlubotisku, případně flexotisku.
V případě hlubotisku je často nezbytně nutné zjistit, že je tisková forma v pořádku před pochromováním, protože potom už by korektura nebyla možná a cena tiskové formy je velmi vysoká, předělávat ji by tedy vyšlo velmi draho. Existuje však mnoho způsobů provádění korektur měděné formy před pochromováním.
Ve flexotisku pak často můžeme vidět stroj pro montáž štočků na formový válec kombinovaný s nátiskem. Zde se však nejedná o nátisk za účelem kontroly vybarvení, ale účelem je zkontrolovat umístění štočků na válci. Klasický nátiskový stroj je však i ve flexotisku k vidění ve firmách, které zhotovují gumové tiskové formy, určené k tisku velkých nákladů pro obalový průmysl.
V dřívějších dobách se nátiskové stroje používaly i v ofsetovém tisku, výjimkou nebylo ani zhotovování nátiskových forem, na kterých byly vykopírovány různé problematické motivy tiskoviny kvůli kontrole vybarvení. Se stále klesající cenou ofsetových desek však nátiskové stroje ztratily své opodstatnění a byly vytlačeny mnohem výhodnějším digitálním nátiskem.

### Nátisk na produkčním stroji
Nátisk na produkčním stroji je varianta nejdražší, především kvůli drahé přípravě tiskového stroje. Přesto se s touto variantou nátisku můžeme v některých zemích setkat. Není třeba dodávat, že tento způsob zaručoval největší věrnost produkčnímu tisku, protože byl proveden na stejném stroji za použití stejné formy, barvy i potiskovaného materiálu.
Dnes se spíše setkáme s náhledem ze stroje. Rozdíl je v tom, že u náhledu ze stroje se nejedná o přípravu stroje za účelem zhotovení tisku, který bude předložen zákazníkovi ke kontrole, ale ke schválení před zahájením produkčního tisku, tedy v závěru přípravy stroje pro tisk.